# Pangasius macronema
Pangasius macronema es una especie de peces de la familia Pangasiidae en el orden de los Siluriformes.

## Morfología
• Los machos pueden llegar alcanzar los 30 cm de longitud total.

## Alimentación
Come moluscos insectos, pecesitos y  gambas.

## Hábitat
Vive en ríos, lagos, embalses y rápidos.

## Distribución geográfica
Se encuentran en Asia.

## Uso Comercial
Se comercializa fresco.